# 陳恩德 (商人)
陳恩德（1969年4月28日—），暱稱「蟲草大王」，曾是順騰國際控股董事會主席、執行董事兼行政總裁，現為寵物藥妝及仍志集團主席。

## 經歷
陳恩德家中有6兄弟姊妹，在公共屋邨長大，自小經常留意金融新聞，成為股票經紀。他於1989年嘗試炒賣股票，卻因六四事件成為「蟹民（投資失利而一直手持套牢股票的人）」；之後他繼續從事外匯金融業，曾坐擁千萬身家，1993年已成為業主，但在1997年亞洲金融風暴中欠債數百萬，並於1999年宣佈破產和失去所有金融牌照。隨後，他受董建華建議的中藥港啟發，由學徒從低做起，2002年與父親及姑母投資逾十萬成立保健品公司「御藥堂」，翌年靠沙士事件期間代理中藥板藍根而再度致富，更成立仍志集團。
陳恩德曾獲委任為香港美容業總會榮譽會長，2004年起成為港九中醫師公會永遠榮譽會長，2008年又獲委任為該會顧問，後來擔任仁愛堂39屆總理。2011年12月，他獲委任為御藥堂（即順騰國際控股前身）董事，也是該董事會主席、執行董事兼行政總裁，以及旗下大部分附屬公司的董事。2013年10月，他將御藥堂放在創業板上市，2015年11月轉到主板，最高峰期市值達到50億港元，更因推出培植蟲草菌絲體 Cs-4、連續多年獲得同類產品的市場冠軍，以及對該範疇有充分認識而獲外界稱為「蟲草大王」。
2017年5月，陳恩德以個人名義成立「人間有情慈善基金」，專門培育學童和扶助貧困家庭。2018年，他跟屈臣氏集團合作拓展動物保健品生意，成立香港首間主力推銷寵物藥品的公司「Wats Petmacy 寵物藥妝」。2019年3月，他基於喪偶後為了專注處理家庭事務，而辭任御藥堂董事會主席、執行董事兼行政總裁職務，2020年3月正式離任，專心開拓寵物藥妝及食品市場。另外，他亦是一位收藏家，源於小時候看到一個電視鏡頭而對勞斯萊斯著迷，發跡後開始收藏古董轎車與名牌超級跑車，數量超過50架。
2022年1月底，陳恩德與阿布扎比去中心化基礎設施技術（區塊鏈技術）開發商 Ammbr 合作，計劃在西貢、流浮山興建全球首個寵物主題樂園「環球寵物世界」，並推出一款名為「Pet Paws」的非同質化代幣招收會員；2024年落成後再將園址擴至大灣區、新加坡、日本、美國等全球十個地方。

## 事件

### 因李佳芯而中止與無綫電視合作
2021年，李佳芯與拍拖七年的男友陳炳銓分手。同年10月21日，她被傳媒拍攝和知情人士揭露跟陳恩德一起現身香港麗思卡爾頓酒店，又於聖誕節在男方名下九龍塘畢架山的豪宅內互動，可兩人其後澄清這些約會只屬洽談公事。2022年1月25日，李佳芯再於 Instagram 強調與陳恩德「從沒有發展過任何關係，今後亦不會有任何發展空間」。翌日，仍志集團假美麗華酒店宴會廳舉辦「Pet Paws NFT 發佈會」，而李佳芯原定出席活動，但公關突然表示出席嘉賓改為王丹妮、羅孝勇及蔡潔。
陳恩德在發佈會後接受傳媒訪問，表示無綫電視經理人 Caitlyn Yung 指如要李佳芯出席，兩人則不能合照、需要保持距離等。對此，他認為自己受辱和不能接受，因此決定不用李佳芯出席，更會抽起每年耗資逾千萬元在無綫投放的廣告，希望無綫高層樂易玲給予一個交代。同日，樂易玲回覆傳媒指：「藝人在公司工作以外的商業活動，保護和尊重藝人的意願，都是經理人的基本責任。」不過其後仍志集團證實，陳恩德已抽起在無綫播放的廣告，雙方中止合作，公司由1月31日起改與 ViuTV 合作。
正因此事，蕭若元旗下的易還財務才於2022年5月4日賣給陳恩德。

## 演出作品

### 電視節目
- 2022年：《識貨》第二輯（無綫電視、第12集評判）

## 外部連結
- 陳恩德的Facebook專頁
- 陳恩德的Facebook專頁
- 慈善基金| 人間有情慈善基金 - AWCF | Hong Kong （页面存档备份，存于）
- 仍志集團 | WisdomCom Group （页面存档备份，存于）